# Pieter Bamps
Pieter Bamps (Brussel, 19 maart 1977) is een Vlaamse acteur.

## Biografie
Hij liep school in de Kunsthumaniora Brussel en kreeg in 1993 een kleine rol in de film Daens als lijkdrager in de begrafenisscène. 
Van 2004 tot 2008 speelde hij de journalist Arne Jonckheere in de televisieserie Wittekerke. In 2008 speelt hij rijinstructeur Casper in de serie Amika, een gastrol in Zone Stad en inspecteur Emiel Thienpont van de Cel Vermiste Personen, mede-bevoegd in het moordonderzoek rond Sofie Bastiaens, in Thuis en een gastrol in LouisLouise (Sam). Tussen 2009 en 2010 speelt hij een hoofdrol in David. In 2010 speelt hij ook een gastrol in Aspe als Jeroen Vanhermen. In 2012 speelde hij ook een rol in Familie en ook een gastrol in Hallo K3!. In 2018 heeft hij een gastrol in Campus 12. In 2021 heeft hij een gastrol in Lisa als kapitein.

## Televisie
- Lisa (2021) - als kapitein
- Black-Out (2020-2021) - als Daniel Schrauwen
- De zonen van Van As (2018) - als agent
- De Ridder (2015) - als Jorgen Verlinden
- Professor T. (2015) - als meester Coudron
- De Bunker (2015) - als Chris Rogiers
- Vermist (2015) - als advocaat
- Binnenstebuiten (2013) - als Tommy Verbist
- Zone stad (2013) - als Carl Bastijns
- Hallo K3 (2012) - als dierenkaartjesverzamelaar
- Familie (2012) - als Glenn De Back
- Rox (2011) - als Lukas
- Aspe (2010) - als Jeroen Verhermen
- Flikken Gent (2009) - als Kenny Waterland
- David (2009-2011) - als Pieter Wellens
- Amika (2008-2011) - als Casper Cox
- Zone Stad (2008) - als Hans Delrue
- Thuis (2008) - als inspecteur Emiel Thienpont
- Mega Mindy (2008) - als Jaak
- Witse (2006) - als Steven De Rooy
- Wittekerke (2004-2008) - als Arne Jonckheere
- Spoed (2002) - als duiker

## Theater
In het theater stond hij onder andere met de gezelschappen BRONKS en Het Toneelhuis. Hij acteerde onder andere in Vallen, Praten als Brugman, Sneeuwwitje, Gruwelpeter en Het meisje met het rode badpak.